# Булгакови

герб «Сирокомля» роду Булгак у ВКЛ

Булгакови (рос. Булгаковы) — російські дворянські роди, походить від — Булгаки.

## Князі
Східноєвропейський княжий рід. Бічна гілка князів Патрикеєвих, які приписували собі походження від династії Гедиміновичів Великого князівства Литовського. Нащадки Івана Васильовича Патрикеєва (?—1491) на прізвисько Булгак, нащадок Гедеміна у VII коліні. Підписувалися як князі Булккови. Піддані Московського князівства, Москвоського царства і Російської імперії.

## Московські

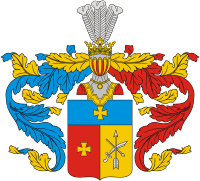
герб Московських Булгакових

Дворянський рід. Один із перших представників — Никифор Іванович Булгаков, учасник казанського походу 1544 року. Піддані Московського князівства, Московського царства і Російської імперії. З 1647 року володіли маєтками у Курському повіті Московії. Герб внесений до 2-ї частини «Загального гербовника».

## Рязанські
Дворянський рід татарського походження. Нащадки Матвія Денисовича Булгака, рязанського боярина, що перейшов на службу до московських князів. Виводили своє походження від Івана Івановича Шаїна, знатного татарського вихреста, що в XIV столітті став підданим Рязанського князівства. Матвій вважався нащадком Івана в V коліні. Піддані Московського князівства, Московського царства і Російської імперії. 
Булгаковы - русские дворянские роды.

## Інші

### Курські І
Дворянський рід. Нащадки Матвія Пахомовича Булгакова. Його онук Менший Федорович отримав маєток на Курщині 1676 року. Піддані  Московського царства і Російської імперії. Записані до VI частини генеалогічної книги Курської губернії.

### Курські ІІ
Дворянський рід. Нащадки Семена Андрійовича Булгакова, мешканця Москви (початок XVII). Піддані  Московського царства і Російської імперії. Записані до VI частини генеалогічної книги Курської губернії. 

### Самарські
Дворянський рід. Нащадки Семена Андрійовича Булгакова, судді Конющенного приказу (1654-1672). Піддані  Московського царства і Російської імперії. Записані до VI частини генеалогічної книги Самарської, Калузької і Московської губерній. 

### Тульські
Дворянський рід. Нащадки Івана Васильовича Булгакова, орловського старости, що 1654 року отримав маєток в Орловському повіті. Піддані  Московського царства і Російської імперії. Записані до VI частини генеалогічної книги Тульської губернії. 